# 벨몽뤼테지외
벨몽뤼테지외(프랑스어: Belmont-Luthézieu)는 프랑스 동부 오베르뉴론알프 앵주에 있는 코뮌이다.

## 지리
벨레에서 북쪽으로 18km 떨어진 곳에 위치해 있다. 코뮌의 대부분 지역은 숲이 우거져 있으며 폭포, 협곡, 동굴이 여러 곳에 산재해 있다. 코뮌 내에 있는 마을은 다음과 같다.
- 벨몽 (Belmont)
- 샹두생 (Champdossin)
- 마시니외 (Massignieu)
- 상모노 (Sammonod)
- 보글랑 (Vogland)
- 네리외 (Nérieu)
- 비올레아즈 (Bioléaz)
- 뤼테지외 (Luthézieu)
- 뮈피외 (Muffieu)
- 베르쿠생 (Vercosin)

## 인구
| 연도 | 인구 | ±%    |
| ---- | ---- | ----- |
| 2006 | 461  | —     |
| 2007 | 478  | +3.7% |
| 2008 | 489  | +2.3% |
| 2009 | 502  | +2.7% |
| 2010 | 514  | +2.4% |
| 2011 | 527  | +2.5% |
| 2012 | 526  | −0.2% |
| 2013 | 526  | +0.0% |
| 2014 | 549  | +4.4% |
| 2015 | 572  | +4.2% |
| 2016 | 596  | +4.2% |

## 역사
8세기 경 고성이 있던 벨몽 마을에 예배당이 지어지면서 마을이 형성되었다. 중세 초에는 마시외 교구에 속했으며, 1110년에는 수도회가 설립되었다. 12세기부터는 뤼테지외 교구에 속하게 되었다.

## 같이 보기
- 앵 주의 코뮌 목록